# Vlag van Hensies
De vlag van Hensies is op 22 oktober 1993 bij raadsbesluit vastgesteld als de vlag van de Henegouwse gemeente Hensies. De vlag kan als volgt worden beschreven:
Geel met een sinistere blauwe bocht (diagonaal oplopend) bedekt met een rode gegraveerde bocht (diagonaal aflopend) en een gele bloem in het midden van het andreaskruis.
De vlag werd pas op 6 oktober 1994 bevestigd door de Franse Gemeenschapsregering. De vlag is volledig gebaseerd op het gemeentewapen en ziet er dus helemaal hetzelfde uit.